# 和田木松太郎
和田木 松太郎（わだぎ まつたろう、1918年12月15日 - 1985年9月6日）は、日本の会計学者。

## 略歴
東京市向島区（現・墨田区）生まれ。1941年に慶應義塾大学経済学部を卒業し、千代田生命保険相互会社に入社。1948年に退社し、同年から1951年まで経営研究所に勤務。1955年慶大経済学部講師、1958年助教授、1963年教授、1980年退職。1982年松阪大学教授となる。在任中、66歳で死去した。

## 著書

### 自著
- 『最新簿記提要』泉文堂 1953年
- 『予算統制制度』泉文堂 1954年
- 『簿記論』慶應通信 1955年
- 『財務管理 理論とケース』泉文堂 1963年
- 『現代簿記提要』泉文堂 1974年
- 『現代企業会計 理論とケース』泉文堂 1981年

### 共編著
- 『中小商工簿記のつけ方』経営経済研究所共著 税務經理協會出版部 1949年
- 『会社税務会計論』小高泰雄共著 泉文堂 新経営経済学大系 1951年
- 『簿記概論』山桝忠恕共編著 国元書房 1966年
- 『最新簿記提要』坂口博共著 泉文堂 1983年

## 論文
- <和田木松太郎